# Marquee Moon
Marquee Moon är Televisions debutalbum, släppt 1977 på Elektra Records.
Albumet brukar räknas som en av de stora inspirationskällorna för den kommande postpunken. Skivan listnoterades inte i hemlandet USA, men den blev populär i Storbritannien, där även ett singelsläpp av titelspåret tog sig in på topp 40-listan. Även i Sverige sålde skivan bra. Tidskriften Rolling Stone rankade det 2003 som nummer 128 på sin lista över de 500 bästa albumen genom tiderna. Albumet är även med i Robert Dimerys bok 1001 Albums You Must Hear Before You Die. Robert Christgau gav sitt högsta betyg; A+ till skivan.
Omslagsbilden är fotograferad av Robert Mapplethorpe.

## Bakgrund

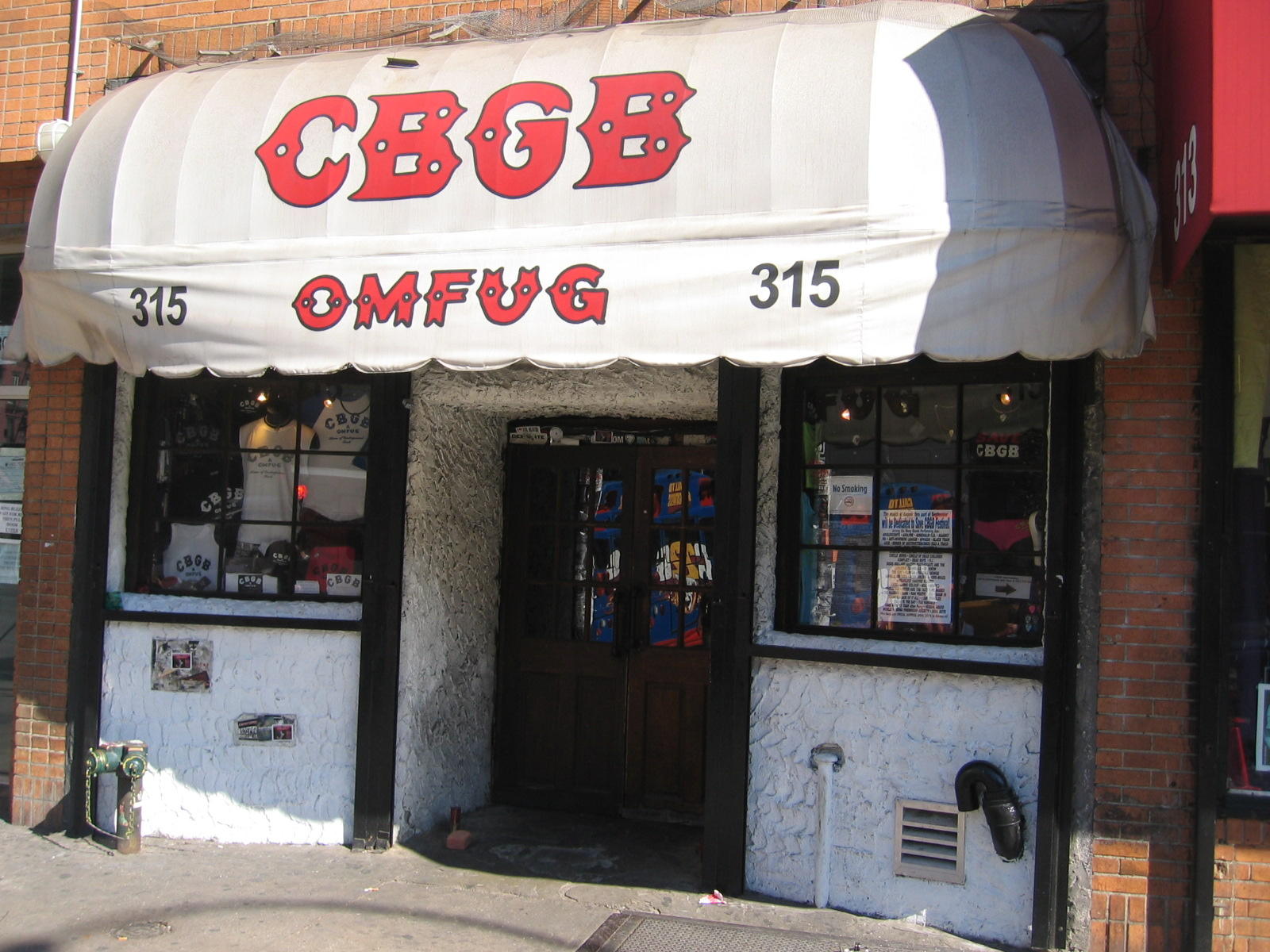
Åren fram till Marquee Moon spelade Television regelbundet på CBGB i New York.

Vid mitten av 1970-talet hade Television blivit ett stort namn i New Yorks musikscen. De utvecklade först ett följe från deras vistelse vid Lower Manhattan-klubben CBGB där de hjälpte till att övertala klubbmanagern Hilly Kristal att låta fler okonventionella grupper få uppträda. Bandet hade väckt intresse hos olika skivbolag under slutet av 1974 men valde att vänta till en lämplig deal skulle dyka upp. De avfärdade flera större bolag, däribland Island Records, för vilka de hade spelat in demoinspelningar med producenten Brian Eno. Eno hade producerat demos av låtarna "Prove It", "Friction", "Venus" och "Marquee Moon" i december 1974 men Televisions frontfigur Tom Verlaine var inte nöjd med Enos sound: "Han spelade in oss väldigt kallt och bräckligt, ingen resonans. Vi är inriktade på riktigt stark gitarrmusik ... lite expressionistisk".
Efter att originalbasisten Richard Hell lämnade 1975 rekryterade Television Fred Smith, som de tyckte var pålitligare och rytmiskt skickligare. Bandet utvecklade snabbt en förbindelse och en musikalisk stil som reflekterade deras individuella influenser: Smith och gitarristen Richard Lloyd hade en rock and roll-bakgrund, trummisen Billy Ficca var en jazzentusiast och Verlaines smaker varierade från rockbandet 13th Floor Elevators till jazzsaxofonisten Albert Ayler. Samma år delade Television lokal vid CBGB med Patti Smith, som hade rekommenderat bandet för Arista Records chef Clive Davis. Fastän han såg dem uppträda var Davis tveksam till att kontraktera dem först. Han övertygades av Smiths pojkvän, Allen Lanier, att låta dem spela in demos, som enligt Verlaine resulterade i "ett mycket varmare sound än vad Eno fick". Dock ville Verlaine fortfarande hitta ett skivbolag som kunde låta honom producera bandets debutalbum på egen hand, trots att han inte hade mycket inspelningserfarenhet.

## Inspelning och produktion
I augusti 1976 skrev Television på kontrakt med Elektra Records, som lovade Verlaine att han kunde producera albumet om han assisterades av en välkänd ljudtekniker. Verlaine, som inte ville bli guidad i studion av en känd producent, valde Andy Johns utifrån hans arbete med The Rolling Stones Goats Head Soup (1973). Lloyd var också imponerad av Johns och menade att han hade producerat "några av rockens fantastiska gitarrsound". Johns står med som medproducent på Marquee Moon. Elektra ifrågasatte inte Televisions studiobudget för albumet.
Television spelade in Marquee Moon i september 1976 vid A & R Recording i New York. Bandet värmde upp inför inspelningen genom att repa 4-6 timmar om dagen och 6-7 dagar i veckan. Lloyd sa att de var "båda riktigt inbitna musiker på ena sidan och banditer på andra sidan, med viljan att bli snälla". Under repetitionerna nekade bandet större delen av materialet de hade skrivit under tre års tid. Så fort de befann sig i studion spelade de in två nya låtar till albumet – "Guiding Light" och "Torn Curtain" – samt äldre låtar såsom "Friction", "Venus" och titelspåret, vilket hade blivit en standard vid deras liveshower. Verlaine sa att eftersom han hade förutbestämt albumets struktur skulle de bara öva in de åtta låtarna och några till under inspelningarna.
Johns spelade in merparten av Marquee Moon medan Television spelade live i studion. En del låtar spelades in i en tagning, bland annat titelspåret, vilket Ficca trodde var en repetition. Johns föreslog att gruppen skulle spela in en till tagning av låten men Verlaine sa bara "glöm det". Verlaine och Lloyds gitarrer spelades in med flerspårsinspelning till vänster och höger ljudkanal, och de slutliga inspelningarna lämnades okomprimerade och avskalade från studioeffekter.
Omslagsbilden fotograferades av Robert Mapplethorpe, som tidigare hade fotograferat omslaget till Patti Smiths Horses (1975). Fotot visade Verlaine ett steg framför resten av bandet, stående i en spänd, seriös pose. Verlaine höll sin högerhand tvärs över sin kropp och sträckte ut sin något slutna vänsterhand framåt. När Mapplethorpe gav Television kontaktkopiorna tog Lloyd bandets favoritbild till en fotoaffär på Times Square och bad om färgkopior till bandet att fundera kring. Även om några av de första kopiorna hade konstiga färger bad Lloyd fotopersonalen trycka upp flera medan han "tryckte på knapparna i blindo". Han liknade processen vid Andy Warhols screentryck. Efter att han visat den för bandet valde de den förändrade kopian framför Mapplethorpe originalfoto, som Fred Smith hade ramat in och behållit för sig själv.

## Musik
Enligt Rolling Stone är Marquee Moon ett postpunkalbum, medan Jason Heller från The A.V. Club beskrev musiken som "elegant naggad" konstpunk. Robert Christgau ansåg att det var mer av en rockskiva på grund av Televisions formella och tekniska förmågor som musiker: "det var inte punk. Dess intensitet var inte manisk; den kom inte i spurter." Båda sidorna av albumet inleds med tre kortare, melodiösa låtar, vilka Evan Chakroff från Stylus Magazine sa svänger mellan progressiv rock och postpunk-stilarna. Titelspåret och "Torn Curtain" är längre och mer jam-orienterade. Verlaine sa senare i en intervju med Select, "Det kanske låter konstigt men jag har alltid tyckt att vi var ett popband. Du vet, jag tyckte hela tiden att Marquee Moon var ett gäng coola singlar. Och sen insåg jag, jösses, [titelspåret] är tio minuter långt. Med två gitarrsolon."
Verlaine och Lloyd samspelade sina gitarrer mellan trumslag och basgångar. Deras dubbla gitarrspel byggde på 1960-talsrock och avantgardejazz-stilar, och istället för lagrade kvintackord, en typisk komponent i den samtida punkrocken, använde man melodiska slingor och kontramelodier. Verlaine byggde låtens rytmiska frasering och Lloyd splade dissonanta melodier mot dem. Inför inspelningen av Marquee Moon hade Lloyd hade lärt sig att skriva ner sina solon i noter, så att han kunde utveckla sitt solo i en låt från introduktion till variation och upplösning. Han och Verlaine bytte rytmiska och melodiska slingor flera gånger i vissa låtar och skapade spänning. Om deras tillvägagångssätt har Lloyd senare sagt: "Det fanns inte många band där de två gitarrerna spelade komp och melodi fram och tillbaka, som ett pussel". De flesta solona på Marquee Moon följer ett mönster vari Verlaine går upp i en durskala men går tillbaka lite grann efter varje steg. På "See No Evil" solade han genom en hel oktav innan han spelade ett bluesinfluerat riff, medan han på titelspåret spelade i en mixolydisk skala och sänkte den sjunde tonen ett halvt steg. Lloyd inledde "Friction" med att spela oktaver innan Verlaine spelade ringande toner och en serie fallande skalor.

## Låtlista
Alla låtar skrivna av Tom Verlaine där inget annat anges.
1. "See No Evil" – 3:58
2. "Venus" – 3:54
3. "Friction" – 4:45
4. "Marquee Moon" – 10:47
5. "Elevation" – 5:10
6. "Guiding Light" (Tom Verlaine/Richard Lloyd) – 5:37
7. "Prove It" – 5:05
8. "Torn Curtain" – 7:01

## Medverkande
Television
- Billy Ficca – trummor
- Richard Lloyd – gitarr (solo på spår 1, 4, 5 och 6), sång
- Fred Smith – bas, sång
- Tom Verlaine – gitarr (solo på spår 2, 3, 4, 7 och 8), keyboard, huvudsång, produktion

Övriga
- Jim Boyer – assisterande ljudtekniker
- Greg Calbi – mastering
- Jimmy Douglass – assisterande ljudmix
- Lee Hulko – mastering
- Andy Johns – ljudtekniker, ljudmix, produktion
- Tony Lane – art director
- Billy Lobo – design av omslagets baksida
- Robert Mapplethorpe – fotografi
- Randy Mason – assisterande ljudmix
- John Telfer – management

Medverkande är hämtade ur albumkonvolutet till Marquee Moon.

## Listplaceringar
- UK Albums Chart, Storbritannien: #30[26]
- Topplistan, Sverige: #23[27]